# マイ・ビューティフル・デイズ
『マイ・ビューティフル・デイズ』（Miss Stevens）は、2016年のアメリカ合衆国のドラマ映画。監督はジュリア・ハート、出演はリリー・レーブとティモシー・シャラメなど。演劇大会に参加する3人の生徒の引率を任された高校教師の女性が、生徒の1人で行動障害を抱えた少年に振り回されながら過ごす週末3日間を描いている。

## ストーリー
29歳の高校の英語教師、レイチェル・スティーヴンスは演劇大会に参加するサム、マーゴット、ビリーの引率を任された。金曜日、レイチェルは校長（アルバート）からビリーが行動障害を抱えていると告げられる。土曜日、一行は無事にホテルに到着した。そこで、レイチェルは同じく生徒の引率で来ていたウォルターと知り合った。2人は急速に距離を縮めていき、そのままベッドを共にすることになった。
翌日、レイチェルが車を修理に出そうとしたところ、ビリーが一緒に行きたいとせがんできた。当初、レイチェルは「他の2人と一緒に、1回戦のリハーサルをしなさい」と言ったが、どうしてもビリーが言うことを聞かないので、やむなく連れて行くことにした。道中、2人は友人が少ないという共通点を見出し、徐々に打ち解けていった。1回戦、マーゴットは『欲望という名の電車』の中にあるモノローグを演じる予定だったが、台詞をど忘れしてしまった。レイチェルはそんなマーゴットを慰めるのだった。夕食の際、ビリーがレイチェルをファースト・ネームで呼んだため、レイチェルと他の生徒2人は驚き困惑した。その後、レイチェルはウォルターの元を訪れたが、「もう貴方に興味はありません」と言われてしまった。ほどなくして、ビリーは夕食の席での無礼をレイチェルに謝罪しに行った。ビリーの顔を見て安心したのか、レイチェルは一気に泣き崩れた。落ち着きを取り戻した後、レイチェルはビリーに亡くなった母親との思い出話を語り聞かせた。しかし、その最中、サムが恋愛のいざこざでレイチェルの部屋に入ってくる。マーゴットもサムを追ってやってくる。3人は慰め合って抱き合うが、ビリーはいいところを邪魔された苛つきに部屋を出る。

## キャスト
- レイチェル・スティーヴンス: リリー・レーブ
- ビリー・ミットマン: ティモシー・シャラメ - レイチェルに恋心を抱く男子高校生。行動障害がある[4]。
- マーゴット・ジェンセン: リリ・ラインハート
- サム: アンソニー・キンタル
- ウォルター: ロブ・ヒューベル（英語版）
- アルバート・アルヴァレス校長: オスカー・ヌニェス（英語版）
- トレヴァー: グラント・ジョーダン
- ジョージ: タミール・ヤーデン

## 製作
2013年2月7日、エリオット・ペイジの映画監督デビュー作にアンナ・ファリスが出演することになったと報じられた。2015年5月29日、YouTuberのアンソニー・キンタルが自身の動画で本作への出演が決まったことを報告した。6月24日、ペイジが降板することになり、本作の脚本を手掛けたジュリア・ハートが代わりにメガホンを取るとの報道があった。その際、ファリスの代わりにリリー・レーブが起用されたとも報じられた。
キンタルに出演を持ちかける際、ハート監督は「貴方はサムのイメージに完璧に当てはまっている。私はサムを演じてくれる俳優を探し続けてきた。最近、貴方がアップロードしている動画を見て「彼だ！彼こそがサムを演じるべき人だ」と直観した。」と熱弁したのだという。

## 公開・マーケティング
2016年3月12日、本作はサウス・バイ・サウスウェストでプレミア上映された。5月23日、ジ・オーチャードが本作の全米配給権を購入したとの報道があった。8月23日、本作のオフィシャル・トレイラーが公開された。

## 評価
本作は批評家から絶賛されている。映画批評集積サイトのRotten Tomatoesには23件のレビューがあり、批評家支持率は91%、平均点は10点満点で7.39点となっている。また、Metacriticには11件のレビューがあり、加重平均値は65/100となっている。